# Scout toujours…
Pour plus de détails, voir Fiche technique et Distribution.
Scout toujours… est une comédie française réalisée par Gérard Jugnot et sortie en 1985.

## Synopsis
Mai 1965. Une troupe de scouts originaires d'Île-de-France est décidée à se débarrasser de son chef tyrannique, surnommé « Bien Bien Fou » en référence à la bataille de Diên Biên Phu, à cause de ses manies de sergent-instructeur. Les scouts sabotent ainsi la cérémonie des promesses puis, de retour à Paris, ils blessent et mettent hors course leur chef de troupe, en le faisant tomber dans une bouche d'égout ouverte, ce dernier s'en tirant avec une jambe cassée et plâtrée.
Été 1965. C'est finalement à Jean-Baptiste Foucret, surnommé « Biquet » par une mère trop envahissante, qu'échoit la lourde responsabilité d'emmener la turbulente troupe en camp d'été. Or, si le père de Jean-Baptiste était connu pour être un scout et un chef hors pair, son fils est loin de l'égaler. Sans expérience de chef, sans véritable autorité ni véritable soutien de la part de ses assistants, « Biquet » est rapidement dépassé par les événements. D'autant que les jeunes scouts font de lui leur souffre-douleur.
Jamais à court d'idées, les scouts lui font vivre les pires situations qu'il ait jamais vécues. Non content d'assister à l'incendie du car et à la révolte de la patrouille des Impalas, Jean-Baptiste doit en outre composer avec le père de l'aumônier, pas toujours facile, avec la sœur de l'aumônier, aux mœurs pour le moins légères, et avec Édith, une dame du village aux mœurs plus légères encore. Sans oublier les gitans, avec lesquels les relations ne sont pas toujours faciles, ni les paysans qui ne supportent plus les tours pendables des scouts.

## Fiche technique
- Titre : Scout toujours...
- Réalisation : Gérard Jugnot
- Scénario : Christian Biegalski, Pierre Geller, Gérard Jugnot
- Directeur de la photographie : Gérard de Battista
- Musique : Gabriel Yared
- Production : Pierre Gauchet
- Installations réalisées par les Scouts de France de Nogent sur Marne
- Lieux de tournage : (Forêt de Fontainebleau) Bédouès (château d'Arigès), Florac (Languedoc-Roussillon)
- Pays d'origine :  France
- Langue : français
- Format : Couleur - 35 mm Cinemascope
- Genre : comédie
- Durée : 98 minutes
- Dates de tournage : juin à aout 1985
- Date de sortie : 
  - France : 27 novembre 1985
- Affiche : Jean Mascii (France)

## Distribution

### Responsables
- Gérard Jugnot : Jean-Baptiste Foucret
- Jean-Claude Leguay : Georges
- Éric Prat : Pschitt

### Famille de Guillemin
- Jean Rougerie : Benoît de Guillemin, le père
- Jean-Paul Comart : Thierry de Guillemin, le jeune prêtre
- Agnès Blanchot : Marie-France de Guillemin

### Scouts
- Cédric Dumond : Étienne
- Julien Dubois : Fla Fla
- Guillaume Pétraud : Joseph Benamou
- Guillaume Cabrère : Louis Bardinski
- Robert Sirvent : Nodet Langlois
- Franck Beaujour : Pois chiche
- Stéphane Thil : Emmanuel
- Romain Soler : Anthony
- Fabien Remblier : Jacky
- Louis Leterrier : Tommy

### Autres
- Maurice Barrier : Marek le gitan
- Sophie Grimaldi : Madeleine Foucret
- Jean-Yves Chatelais : Bien bien fou
- Philippe Ogouz : De la Motte
- Bernard Cazassus : Le Paysan
- Nicole Felix : Edith la prostituée

## Autour du film
- Il s'agit du premier long métrage d'Agnès Blanchot[1].
- C'est la deuxième réalisation de Gérard Jugnot, un an après Pinot simple flic[2].
- L'un des jeunes scouts, Jacky, est interprété par Fabien Remblier[3], qui sera plus tard Jérôme, le petit ami de Justine dans Premiers Baisers. Il devient par la suite réalisateur et spécialiste de la 3D-relief.
- Un autre des jeunes scouts, Étienne, est interprété par Cédric Dumond, qui sera plus tard, Fabrice dans la série Extrême Limite. Il se spécialisera par la suite dans le doublage, prêtant sa voix entre autres à Paul Rudd, Simon Pegg et Jason Biggs[4].
- Un autre des jeunes scouts est interprété par Louis Leterrier, qui sera plus tard le réalisateur du Transporteur (2002) et du Transporteur 2 (2005), de Danny the Dog (2005), L'Incroyable Hulk (2008), Le Choc des Titans (2010) et Insaisissables (2013)[4].